# Rodrigo Moreno Machado
Rodrigo Moreno Machado(* 6. března 1991 Rio de Janeiro), známý spíše jako Rodrigo, je španělský profesionální fotbalista, který hraje na pozici útočníka za katarský klub Al-Rayyan SC a za španělský národní tým.

## Reprezentační kariéra

### Mládežnické reprezentace
Rodrigo působil v mládežnických reprezentacích Španělska. Se španělskou reprezentací do 20 let se zúčastnil Mistrovství světa hráčů do 20 let 2011 v Kolumbii, kde byl jeho tým vyřazen ve čtvrtfinále Brazílií v penaltovém rozstřelu.
S týmem do 21 let vyhrál Mistrovství Evropy hráčů do 21 let 2013 v Izraeli, kde mladí Španělé porazili ve finále Itálii 4:2.
V létě 2012 byl zařazen na soupisku španělského výběru do 23 let pro Letní olympijské hry 2012 v Londýně. Španělsko (které mělo na soupisce i hráče z A-mužstva) zde bylo po vítězství na EURU 2012 největším favoritem, ale po dvou prohrách 0:1 (s Japonskem a Hondurasem) a jedné remíze s Marokem (0:0) vypadlo překvapivě již v základní skupině D.

### A-mužstvo
V A-mužstvu Španělska přezdívaném La Furia Roja debutoval 12. října 2014 v kvalifikačním zápase proti domácímu týmu Ekvádoru (výhra 4:0).

## Statistiky

### Klubové
K zápasu odehranému 1. července 2020
| Klub             | Sezóna  | Liga               | Liga   | Liga | Národní Pohár | Národní Pohár | Ligový pohár | Ligový pohár | Evropské poháry | Evropské poháry | Ostatní | Ostatní | Celkem | Celkem |
| Klub             | Sezóna  | Liga               | Zápasy | Góly | Zápasy        | Góly          | Zápasy       | Góly         | Zápasy          | Góly            | Zápasy  | Góly    | Zápasy | Góly   |
| ---------------- | ------- | ------------------ | ------ | ---- | ------------- | ------------- | ------------ | ------------ | --------------- | --------------- | ------- | ------- | ------ | ------ |
| Real Madrid B    | 2009/10 | Segunda División B | 18     | 5    | —             | —             | —            | —            | —               | —               | —       | —       | 18     | 5      |
| Bolton           | 2010/11 | Premier League     | 17     | 1    | 3             | 0             | 1            | 0            | —               | —               | —       | —       | 21     | 1      |
| Benfica          | 2011/12 | Primeira Liga      | 22     | 9    | 3             | 2             | 4            | 4            | 9               | 1               | —       | —       | 38     | 16     |
| Benfica          | 2012/13 | Primeira Liga      | 20     | 7    | 6             | 2             | 3            | 1            | 10              | 1               | —       | —       | 39     | 11     |
| Benfica          | 2013/14 | Primeira Liga      | 25     | 11   | 5             | 2             | 3            | 1            | 9               | 4               | —       | —       | 42     | 18     |
| Benfica          | Celkem  | Celkem             | 67     | 27   | 14            | 6             | 10           | 6            | 28              | 6               | —       | —       | 119    | 45     |
| Valencia (host.) | 2014/15 | La Liga            | 31     | 3    | 1             | 1             | —            | —            | —               | —               | —       | —       | 32     | 4      |
| Valencia         | 2015/16 | La Liga            | 25     | 2    | 4             | 2             | —            | —            | 9               | 3               | —       | —       | 38     | 7      |
| Valencia         | 2016/17 | La Liga            | 19     | 5    | 2             | 2             | —            | —            | —               | —               | —       | —       | 21     | 7      |
| Valencia         | 2017/18 | La Liga            | 37     | 16   | 7             | 3             | —            | —            | —               | —               | —       | —       | 44     | 19     |
| Valencia         | 2018/19 | La Liga            | 33     | 8    | 7             | 5             | —            | —            | 11              | 2               | —       | —       | 51     | 15     |
| Valencia         | 2019/20 | La Liga            | 27     | 4    | 1             | 1             | —            | —            | 6               | 2               | —       | —       | 34     | 7      |
| Valencia         | Celkem  | Celkem             | 172    | 38   | 22            | 14            | —            | —            | 26              | 7               | —       | —       | 220    | 59     |
| Celkem           | Celkem  | Celkem             | 274    | 71   | 39            | 20            | 11           | 6            | 54              | 13              | 0       | 0       | 378    | 110    |

### Reprezentační
K zápasu odehranému 15. října 2019
| Španělsko |        |      |
| Rok       | Zápasy | Góly |
| 2014      | 1      | 0    |
| 2015      | 0      | 0    |
| 2016      | 0      | 0    |
| 2017      | 2      | 1    |
| 2018      | 12     | 3    |
| 2019      | 7      | 4    |
| Celkem    | 22     | 8    |

#### Reprezentační góly
K zápasu odehranému 17. listopadu 2019. Skóre a výsledky Španělska jsou vždy zapisovány jako první. 
| Gól | Datum           | Místo                                            | Zápas | Soupeř          | Skóre | Výsledek | Soutěž                   |
| --- | --------------- | ------------------------------------------------ | ----- | --------------- | ----- | -------- | ------------------------ |
| 1.  | 6. října 2017   | Estadio José Rico Pérez, Alicante, Španělsko     | 2.    | Albánie         | 1:0   | 3:0      | Kvalifikace na Euro 2018 |
| 2.  | 23. března 2018 | Merkur Spiel-Arena, Düsseldorf, Německo          | 4.    | Německo         | 1:0   | 1:1      | Přátelský zápas          |
| 3.  | 8. září 2018    | Wembley Stadium, Londýn, Anglie                  | 10.   | Anglie          | 2:1   | 2:1      | Liga národů 2018/19      |
| 4.  | 11. září 2018   | Estadio Manuel Martínez Valero, Elche, Španělsko | 11.   | Chorvatsko      | 4:0   | 6:0      | Liga národů 2018/19      |
| 5.  | 23. března 2019 | Mestalla, Valencie, Španělsko                    | 16.   | Norsko          | 1:0   | 2:1      | Kvalifikace na Euro 2020 |
| 6.  | 8. září 2019    | El Molinón, Gijón, Španělsko                     | 20.   | Faerské ostrovy | 1:0   | 4:0      | Kvalifikace na Euro 2020 |
| 7.  | 8. září 2019    | El Molinón, Gijón, Španělsko                     | 20.   | Faerské ostrovy | 2:0   | 4:0      | Kvalifikace na Euro 2020 |
| 8.  | 15. října 2019  | Friends Arena, Stockholm, Švédsko                | 22.   | Švédsko         | 1:1   | 1:1      | Kvalifikace na Euro 2020 |